# 呉ポートピアパーク
呉ポートピアパーク（くれポートピアパーク）は、広島県呉市天応にある市民公園である。略称は呉ポー。

## 概要
第三セクターとして開園し、1998年（平成10年）8月31日に休園・破綻した呉ポートピアランドの跡地に2000年（平成12年）7月20日に開園した。フリーマーケットの会場などのイベント会場として使用されている。クリスマス時期には、イルミネーションを点灯する呉イルミナーレが開催されている。敷地内には、住宅展示場、港も併設されている。

## 中にある施設
- 陶芸館
- 創遊館
- 彩飾館
- じゃぶじゃぶ池
- ブレマトン広場
- ふわふわドーム
- しばふ広場
- 鎮海広場
- 多目的広場（天応公園）
- 絵本館
- なんでも広場
- トライアル
- 市民ギャラリー・会議室・管理棟別館
- 野外ステージ・まちかど広場
- イベント広場・イベントストリート
- アーケード・イベントガレージ
- マルベージャ庭園
- ロマンの泉
- 住宅展示場
- 天応桟橋

## 中にある店舗
- マリンブルー
- 乙女椿
- メルヒェン
- スタジオ アイ
- ふれあいショップ

## アクセス
- 最寄り駅は、呉ポートピアランド開園時に開業した呉線（JR西日本）呉ポートピア駅で、歩道橋で直結している。
- 天応桟橋から対岸の江田島切串港吹越桟橋まで、一真海運によりフェリー定期便が運航されている。